# ミョウガ

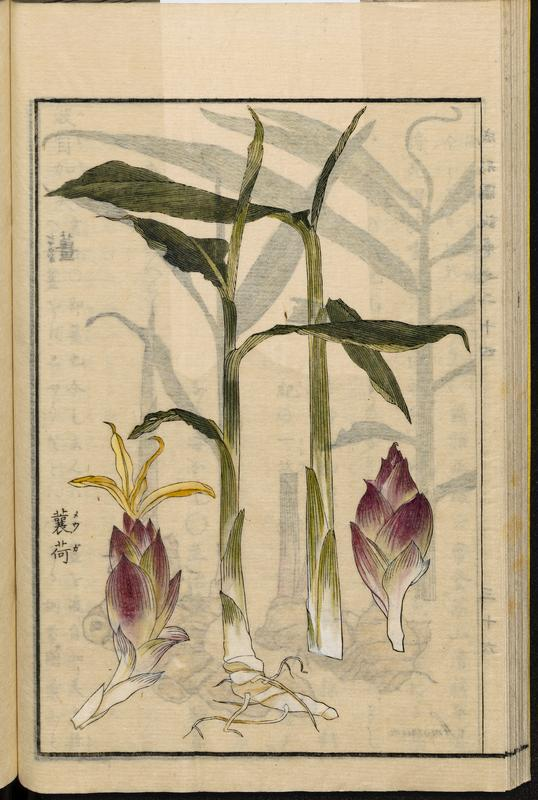
江戸時代の農業百科事典『成形図説』のイラスト（1804）

ミョウガ（茗荷、蘘荷、学名: Zingiber mioga）はショウガ科ショウガ属の宿根性の多年草。ミョウガの英名にJapanese Gingerがあり食用で栽培されているのは日本だけとされる。

## 名称
もともと日本では「めが」と称されていた。「めが」は「芽香」の意である説と、「兄香（せのか、のち「しょうが」に転訛）」に対応する「妹香（めのか）」が転訛したという説とが有る（但し、「せ」の対義語は「いも」であり、「め」は「を」と対応する。さらに、「せ」「いも」は（親しい異性を指す）年齢不問の呼称であり、（同性間の）上下を指すのは「え」「おと」である。）
「みょうが」に転訛した理由に就いては、和語内部の変遷と捉えるならば「めのか/めが」>「めんが」>「めうが」>「みょうが」といった推定をおこなうことになるが、中古の資料では「みゃうが」と記されているため考えにくい。漢語「蘘荷」の呉音「にゃうが」の干渉と考えるのが妥当である
。
加えて、下記の俗説もある。
釈迦の弟子の中に、周利槃特という、特に頭の弱い者がいた。彼は自分の名前すら忘れてしまうため、釈迦が「槃特」と書いた旗を作らせ、背中に背負わせてやった。しかし旗を背負ったことさえも忘れてしまい、とうとう死ぬまで名前を覚えることができなかった。周梨槃特の死後、墓から見慣れない草が生えていた。そこで「名」を「荷う」ことから、この草を「茗荷」と名付けたという。
英語名は、和名そのままに Myoga（ミヨガ）とよばれるほか、Japanese Ginger（ジャパニーズ・ジンジャー：直訳すると「日本のショウガ」の意味）の異名もある。

## 特徴
日本を含む東アジア原産といわれ、各地に自生している。日本以外では台湾や韓国の一部にもみられる。日本では野菜として栽培も行われており、食用にするのは日本だけである。日本では奈良県の東大寺正倉院中倉に保管されてきた『正倉院文書』にも記述が見られるなど、その歴史は古い。
草丈は40 - 100センチメートル (cm) くらいに成長する。葉は茎の両側に3 - 4枚ずつ互生してつき、長さ20 - 30 cmの細長い楕円形で先端は尖っている。全体の姿形は、栽培されるショウガに似ている。地上部に見える葉を伴った茎状のものは偽茎である。
花は淡黄色の一日花で、株元の地面近くに長さ10 cmほどのタケノコ状の蕾をつけて数個咲く。ごく稀に夏から秋にかけて温度が高い時に実を結ぶことがあるといわれている。
花穂および若芽の茎が食用とされ、一般的には花穂の「花みょうが」を単にミョウガというが、幼茎を遮光して軟白栽培した「みょうがたけ」もある。雌雄同株で、花器にも雄蕊、雌蕊とも揃っている両性花が開花するが、5倍体のため、受精しても親と同じ数の染色体数になることは稀である。繁殖は地下茎による栄養体繁殖が主体である。

## 栽培
食用で栽培されているのは日本だけとされる。江戸時代に早稲田村、中里村（現在の新宿区早稲田鶴巻町、山吹町）現在の新宿区牛込地域は茗荷の生産地で「牛込の茗荷は勝れて大きく美味」と謳われていた。赤みが美しく大振りで晩生（おくて）のみょうがである。 
東京小石川、小日向に茗荷谷という地名があるが、これは江戸時代に牛込早稲田から小石川まで広がる茗荷畑を見下ろす谷であったことに由来する。

### 品種
蕾の発生時期によって早生の「夏ミョウガ」と中生または晩生の「秋ミョウガ」がある。産地ごとの土着の在来種がほとんどである。陣田早生、諏訪1号、諏訪2号などが知られる。

### 栽培の実際

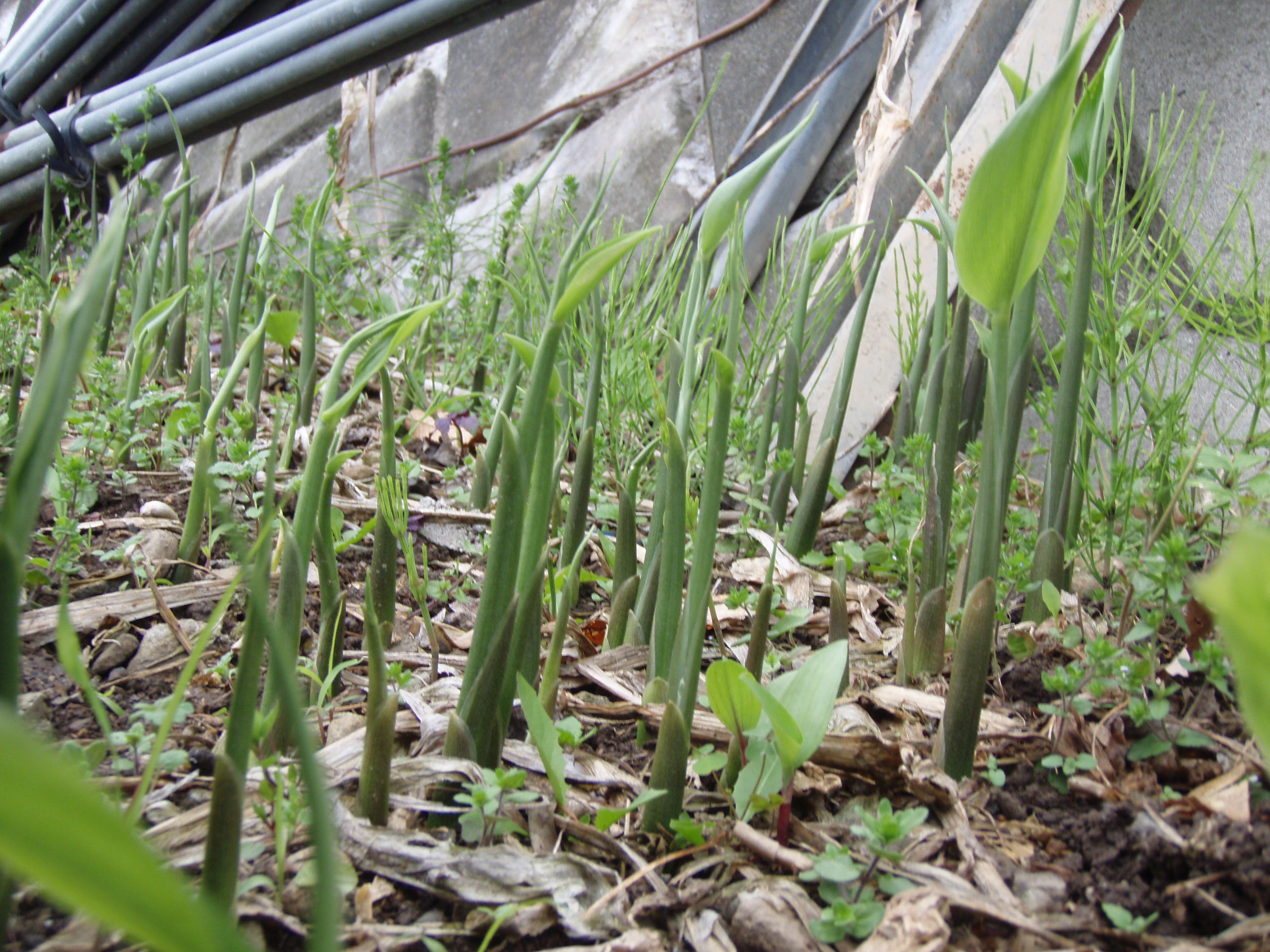
ミョウガの若芽

ミョウガは日当たりの強い場所での栽培には向かず、畑の隅や樹木の陰になるような場所で育てるとよい。日照時間が短い場所でも育つので、庭先で気軽に栽培することができる。多年草のため、一度植え付けると毎年収穫できるが、3、4年ごとに植え替えると生育がよくなる。連作障害は出にくい。「夏ミョウガ」（早生種）は早春に植え付けて夏に収穫するもので、「秋ミョウガ」（晩生種）は早春に植え付けて初秋から中秋にかけて収穫する。
植え付けは根株によって行い、植え付ける場所にはあらかじめ堆肥を施しておく。ミョウガの根株は根が横に張って芽が出ているものを使用し、株分けでとるときは、春に芽が出る前に根を掘り起こし、3芽ずつくらいに切り分ける。クワで深さ7 - 8センチメートル (cm) の溝を掘ったら、株間30 cmで根株を定植して覆土後は鎮圧する。植え付けから約2 - 3週間後くらいに地上に芽が出てくる。2か月後には草丈が20 cmほどになるので、鶏糞やぼかし肥などで株間に最初の追肥を行い、以後様子を見ながら2週間ごとに計2 - 3回の追肥を行う。株の根元近くから花茎が出たら、花が咲く前に早めに摘んで収穫する。冬になると地上部は枯れるが、来春になれば再び芽が出てくる。

### 主な生産地
ミョウガの花穂（花みょうが）は、高知県が最大の産地でビニールハウスによる周年栽培で2016年において収穫量4901トン (t) を産しており、全国シェアの87パーセント (%) を占めている。次いで、秋田県、奈良県などが続き、露地栽培を行っている。
- （花）みょうが
  - 高知県（ハウスによる周年栽培）
  - 奈良県（露地栽培。「花みょうが」が大和野菜に認定されている。）
  - 和歌山県（露地栽培）
  - 群馬県（露地栽培）
  - 秋田県（露地栽培）
- みょうがたけ
  - 宮城県（軟白栽培）

## 食材としてのミョウガ

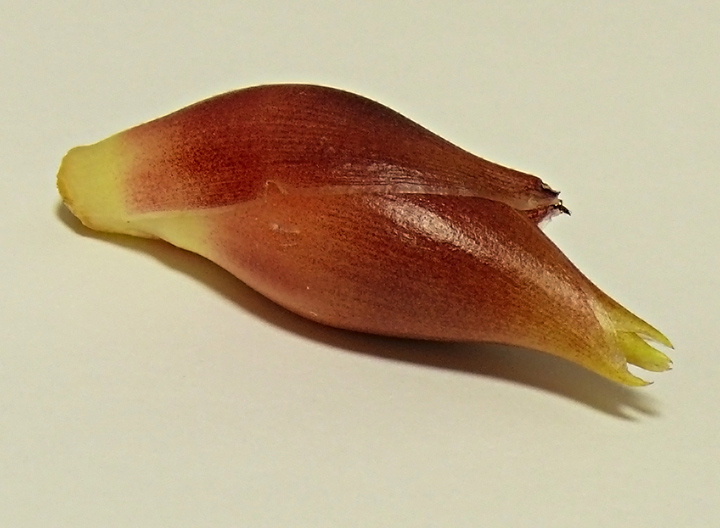
食用となる花穂部分

ミョウガは日本原産の香味野菜である。食用とするのは固く締まった蕾の部分（花穂）で、爽快な香りを持っているのが特徴である。日本の夏の食卓には欠かせない食材で、香りと歯触りが好まれて酢漬けにしたり、刻んで薬味や汁の実にして食べられている。食材としての主な旬は、夏に出回る小型の「夏みょうが」が6 - 8月、秋に出回る大きめの「秋みょうが」が8 - 10月とされる。花穂がふっくらとしてツヤがあり、先端から花蕾が出ていないものが市場価値の高い良品とされる。花がすでに出た花つきミョウガは、料理のあしらい（飾り）として使われる。

### 香辛野菜
通常「花みょうが」「みょうが」とよばれるものが花穂で、内部には開花前の蕾が3〜12個程度存在する。そのため、この部分を「花蕾」と呼ぶ場合もある。一方、若芽を軟白栽培し、弱光で薄紅色に着色したものを「みょうがたけ（みょうがだけ）」とよぶ。「みょうがだけ」は汁物や酢の物などにして食べられている。地面から出た花穂が花開く前のものは「みょうがの子」とよばれる。
独特の香りとほのかな辛味が好まれ、麺類や冷奴の薬味など香辛菜として利用される。そのほか、天ぷらや酢の物、味噌汁の具、刺身のつま、酢漬けなど独立した食材としても用いられる。農家では山椒・ミツバと並び、果樹園や庭、屋敷林の木陰に、薬味用として育てておく代表的な植物である。灰汁があるので、料理に使うときは下ごしらえに切ってから水にさらして使うのが一般的であるが、長時間さらすと香りまで逃げてしまう。
奈良県の吉野地方ではミョウガの新芽や葉を「たこな」と呼び、葉で鯖寿司を包んだ「たこな寿司」が作られる。一部地方では、みょうがぼち（岐阜県）、みょうが饅頭（熊本県）、釜焼き餅（鳥取県東部）といった、みょうがの葉を使った菓子が食べられている。
可食部100グラム (g) あたりの熱量は12キロカロリー (kcal) ほどである。栄養価として特に目立つものは含まれていないが、ミネラルの一種であるマンガンがわずかに多く含まれる。マンガンはカルシウムやリン、ビタミンDとともに骨の形成に寄与するといわれている。無機成分では窒素とカリウムが多く含まれ、食物繊維（粗繊維）が多い。独特の香り成分はα-ピネンという成分で、紅色の成分は水溶性植物色素アントシアニンの一種、マルビジンである。植物体内ではグルコース1分子と結合し、マルビジンモノグリコシドとして存在する。α-ピネンには、頭をスッキリさせたり、食欲増進、血液の循環をよくするなどの作用があるといわれている。食欲がない夏場の夏バテ予防にも利用されている。
収穫したミョウガを保存するときは、ラップなどに包んで乾燥を防ぎ、冷蔵保存すれば1週間ほど日持ちする。

### 俗信
俗に「食べると物忘れがひどくなる」と言われており、落語にも宿屋の夫婦が預かった金のことを忘れさせようと飛脚にミョウガを食べさせる『茗荷宿』という噺がある。だがミョウガを食べることによる記憶への悪影響に学術的な根拠はなく、栄養学的にそのような成分は含まれていない。それどころかミョウガの香り成分には集中力を増す効果があることが明らかになっている。
『世説故事苑』によれば、もともと『東坡志林』では「生薑(生姜)多食損智」と記されていた。日本では生姜（ショウガ）とミョウガの発音が似ているために、ミョウガにすりかわってしまったとされる。また、『本草綱目』によれば、陶弘景が「生薑は久しく服すると志を少くし智を少くし心氣を傷つける」と記していたとされる。
釈迦の弟子の周梨槃特の故事（#名称）から、俗信「物忘れがひどくなる」が派生した。上述の落語や類似の民話『みょうが宿』が知れ渡ったことで一般化した。

## 薬用
ミョウガには、消化促進、利尿の効果があるといわれている。一般には、蕾を刻んで味と香りを楽しむ薬味として利用されるが、薬用的な使い方としては、根茎をすり下ろした汁を湿布材として凍傷の患部に貼る用法があり、ミョウガの煮汁はしもやけ治療の民間療法に用いられた。また、茎や葉を乾燥させたものを浴湯料として疲労回復に役立てる方法が知られている。

## 文化

抱き茗荷紋

- 領地のために命を張った戦国武士などは、戦闘で命が残る「冥加」にかけて、茗荷紋を好んで使用した。事例として「影茗荷」「鍋島茗荷」などがある。一般的に広まっている家紋として十大家紋に挙げられている。
- 俳句では夏の季語で、素麺の薬味などとして食される[18]。
- 上方落語の「八五郎坊主」で、出家得度をした八五郎が住職に付けてもらった出家名を覚えることが出来ず、住職は周利槃特の話をしたついでに「茗荷」の名の謂れも教える、という場面がある[22]。
- 「仕様が（生姜）なければ茗荷がある」という言葉遊びがある[23]。